# FokI
FokI (wym. "fok jeden") – enzym, endonukleaza restrykcyjna typu IIS, wyizolowana po raz pierwszy ze szczepu Flavobacterium okeanokoites.
W biologii molekularnej FokI jest używane jako enzym restrykcyjny. Po związaniu DNA, poprzez swoją domenę wiążącą, enzym rozpoznaje sekwencję 5'-GGATG-3' (nić komplementarna 3'-CCTAC-5') po czym domena endonukleazowa przecina nici DNA już w sposób niespecyficzny, pomiędzy dziewiątym a trzynastym nukleotydem w dół nici. Enzym jest aktywny w formie homodimeru.

## Struktura
Enzym ma masę molekularną 65,4 kDa i zbudowany jest z 587 aminokwasów.

### Domena wiążąca DNA
Domena ta zbudowana jest z trzech subdomen (D1, D2, D3), które ewolucyjnie są powiązane z domeną wiążącą DNA białka aktywującego geny kataboliczne z motywem helisa-zwrot-helisa.

### Domena endonukleazowa
Cięcie DNA wykonywane jest przez niespecyficzną domenę, która także jest miejscem styku monomerów kompleksu. Dimer formowany jest przez równoległe alfa helisy α4 i α5 oraz dwie pętle P1 i P2 domeny tnącej.

## Aktywność
Enzym niezwiązany do DNA, ma domenę endonukleazową odseparowaną przez domenę wiążącą DNA, która jest zwalniana wskutek zmian konformacyjnych po związaniu DNA w miejscu restrykcyjnym. Cięcie może zajść dopiero po dimeryzacji do homodimeru, kiedy domeny endonukleazowe oddziałują ze sobą. Do aktywności wymagane są także jony magnezu.

## Wykorzystanie
Niezależność od siebie domeny rozpoznającej i wiążącej miejsce restrykcyjne oraz domeny o właściwej aktywności endonukleazowej, pozwoliło na łączenie tej ostatniej (rekombinowanie) z innymi domenami wiążącymi, pochodzącymi z innych enzymów i mających inne struktury. W taki sposób możliwe jest tworzenie pochodnych enzymów o zmienionych właściwościach rozpoznawania miejsc specyficznych.